# دانييل فيرنانديز
دانييل مارسيو فيرنانديز (بالبرتغالية: Daniel Fernandes) (مواليد 25 سبتمبر 1983 في أدمونتون) لاعب كرة قدم برتغالي يلعب حاليا لصالح نادي إراكليس ثيسالونيكي اليوناني .

## روابط خارجية
- دانييل فيرنانديز على موقع الاتحاد الدولي (مؤرشف)  (الإنجليزية)
- دانييل فيرنانديز على موقع قاعدة بيانات كرة القدم.إي يو (الإنجليزية)
- دانييل فيرنانديز على موقع بيانات كرة القدم. دي إي (الألمانية)
- دانييل فيرنانديز على موقع ناشيونال فوتبول تيمز (الإنجليزية)
- دانييل فيرنانديز على موقع Soccerway.com (الإنجليزية)
- دانييل فيرنانديز على موقع عالم كرة القدم.نت (الإنجليزية)
- دانييل فيرنانديز على موقع AS.com (الإسبانية)